# Camponotus sylvaticus
Camponotus sylvaticus es una especie de hormiga del género Camponotus, tribu Camponotini. Fue descrita científicamente por Olivier en 1792.
Se distribuye por Georgia, Turquía, Bulgaria, Francia, Gibraltar, Grecia, Luxemburgo, Portugal y España. Se ha encontrado a elevaciones de hasta 1250 metros. Vive en microhábitats como troncos y debajo de piedras.